# رويدا عطية
رويدا عطية (1 يوليو 1982 -)، مغنية سورية.

## حياتها
ولدت في مدينة تلكلخ التابعة لمحافظة حمص، لأب سوري درس المحاماة وعمل ضابطا وأم مصرية لديها ثلاث أخوات وأخ وحيد، تخرجت من معهد متوسط للموسيقى.

## مشوارها الفني
شاركت في برنامج المواهب سوبر ستار بموسمه الأول على تلفزيون المستقبل وحصلت على المرتبة الثانية بنسبة 48% واشتهرت من خلال غنائها لصباح وأم كلثوم أصدرت ألبومها الأول «من نظرة» وجميع أغانيه من ألحان وإنتاج عماد شمس الدين وقد صورت منه أغنية (تعبت معاك) على طريقة الفيديو الكليب من إخراج باسم كريستو أصدرت بعدها الألبوم الثاني خصامك مر عام 2005 قامت بإصدار دويتو مع الفنان اللبناني وديع الصافي تحت عنوان «هيـدا لبنـان» وقاما بتصويرها على طريقة الفيديو الكليب.
أصدرت العديد من الأغاني الوطنية لسوريا وفلسطين وغيرها، بالإضافة لمشاركتها في عدد من الأوبريتات العربية وفي الحفلات المختلفة وكذلك في المهرجانات السورية.
عام 2012 أطلقت أغنية «مرسي» في عام 2014 عادت بعد غياب طويل عن الساحة الفنية بأغنية رشرش، في عام 2015 انضمت إلى شركة المولى برودكشن لبلدها سوريا بعنوان «بسوريا شو عملتو»، ثم أطلقت بعدها عدة أغاني منفردة
مصورة .

## حياتها الخاصة
تزوجت للمرة الأولى في سن السابعة عشرة من السوري «حسام حسن» رغم معارضة والدتها الزواج لكنها، انفصلت عنه عام 2006ونتج عنه خلافات خصوصا بعد مشاركتها بسوبر ستار حيث كان يقوم بضربها واستغلالها ماديا إضافة لتهديدها بالقتل وتشويه سمعتها الأمر الذي جعلها تلجأ للقضاء وتم الحكم بسجنه مدة ثلاث سنوات  تزوجت بعدها من رجل لبناني يحمل الجنسية الأسترالية لم تفصح عن اسمه رزقت منه بابنها الأول «زين» عام 2018

## أعمالها

### الألبومات[10]
| الألبوم  | العام | المنتج             |
| -------- | ----- | ------------------ |
| من نظرة  | 2004  | الشمس، ميوزيك بوكس |
| خصامك مر | 2006  | العرب              |
| اسمعني   | 2010  | بلاتينيوم ريكوردز  |

### فيديو كليبات
| الأغنية                    | المخرج         | العام | المنتج |
| -------------------------- | -------------- | ----- | ------ |
| تعبت معاك                  | باسم كريستو    | 2004  | الشمس  |
| على ألماني                 | عادل سرحان     | 2006  | الشمس  |
| هيدا لبنان مع وديع الصافي  | رونالد عجوري   | 2007  | ايغل   |
| حياتي ملكي                 | وليد ناصيف     | 2008  | الشمس  |
| صحرا الشرق مع عاصي الحلاني | عادل سرحان     | 2009  | روتانا |
| كون جديد                   | عادل سرحان     | 2009  | العنود |
| شو سهل الحكي               | عادل سرحان     | 2011  | ميلودي |
| بلا حب                     | عادل سرحان     | 2011  | ميلودي |
| ميرسي                      |                | 2012  | العنود |
| يا دمع                     | رواء ضو        | 2013  | أولو   |
| أبو سمرا                   | سيلفانا المولى | 2015  | المولى |
| الرقصة الأولى              | سيلفانا المولى | 2015  | المولى |
| ضرب العصا                  | سيلفانا المولى | 2015  | المولى |
| المفيد المختصر             | محمود رمزي     | 2017  | المولى |
| خاين                       | ريشا سركيس     | 2018  | المولى |
| كيفك يا حب                 | سامر محمود     | 2019  | المولى |
| حدا تاني                   | سامر محمود     | 2020  | المولى |

## وصلات خارجية
- رويدا عطية في قاعدة بيانات الأفلام العربية